# Mini Bydlinski
Martin „Mini“ Bydlinski (* 3. August 1962 in Graz) ist ein österreichischer Kabarettist.

## Leben
Bydlinski, Sohn des Rechtswissenschaftlers Franz Bydlinski und jüngerer Bruder des Autors Georg Bydlinski, studierte Rechtswissenschaften und wurde 1988 promoviert. Er war Gründungsmitglied der Kabarettgruppe Die Hektiker, die aus einem Schülerprojekt hervorging. Gemeinsam mit Wolfgang „Fifi“ Pissecker, Florian Scheuba und Werner Sobotka brachte er von 1981 bis 1994 zehn Programme heraus.
1994 moderierte er auf ORF 2 die kurzlebige Vorabend-Gameshow Stimmt’s? mit dem Slogan „Tele-Schwindeleien mit Mini Bydlinski“.

## Soloprogramme
Seit 1991 ist Mini Bydlinski mit Programmen wie Alles Fassade, Lauter Lügen, R-Evolution?! und Metamorphosen solo unterwegs. Daneben macht er Radiokabarett, Parodien sowie Moderationen und ist als Zeitungskolumnist tätig.
Nach einer längeren Pause war er ab 2005 mit seinem Best-of-Programm GOLD wieder auf der Bühne zu sehen.

## Diskografie

### Studioalben
| Jahr | Titel                              | Höchstplatzierung, Gesamtwochen, AuszeichnungChartsChartplatzierungen (Jahr, Titel, Platzierungen, Wochen, Auszeichnungen, Anmerkungen) | Anmerkungen |
| Jahr | Titel                              | AT | Anmerkungen |
| ---- | ---------------------------------- | --- | ----------- |
| 1991 | WM Journal Mini Bydlinski          | AT8 Gold · (14 Wo.)AT |             |
| 1993 | Über Drüber Mini Bydlinski         | AT17 (7 Wo.)AT |             |
| 1994 | Ö3 Olympia Journal Mini Bydlinski  | AT5 (11 Wo.)AT |             |
| 1998 | Olympia Journal ’98 Mini Bydlinski | AT25 (3 Wo.)AT |             |

### Singles
| Jahr | Titel                                            | Höchstplatzierung, Gesamtwochen, AuszeichnungChartsChartplatzierungen (Jahr, Titel, Platzierungen, Wochen, Auszeichnungen, Anmerkungen) | Anmerkungen |
| Jahr | Titel                                            | AT | Anmerkungen |
| ---- | ------------------------------------------------ | --- | ----------- |
| 1998 | Hermann Maier Mini Bydlinski & Die Wecker Combo  | AT7 (11 Wo.)AT |             |
| 1998 | Tor Toor Tooor Mini Bydlinski & Die Wecker Combo | — |             |

## Videos
| Außer Kontrolle Mini Bydlinski             |
| Lauter Lügen Mini Bydlinski                |
| Die Krönung - Mon(an)archie Mini Bydlinski |
| Mini Bydlinski - Live Mini Bydlinski       |